# Mezcla (audio)

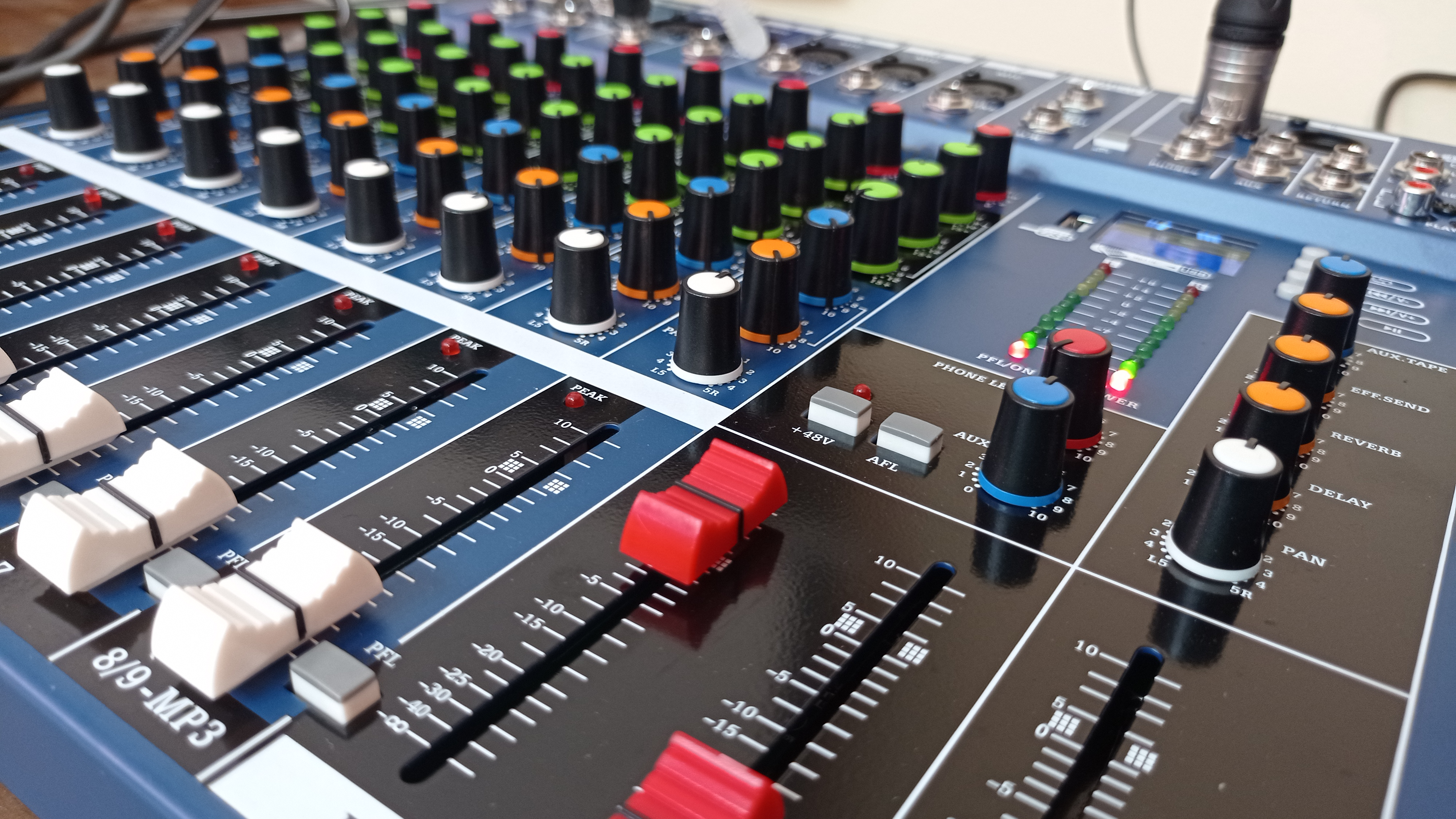
Mezcladora de audio Yamaha para mezclar diferentes fuentes de sonido.

La mezcla de audio es un proceso utilizado en la grabación y edición de sonido para balancear y equilibrar el volumen relativo y la ecualización de las fuentes de sonido que se encuentran presentes en un evento sonoro. Comúnmente estas fuentes de sonido son distintos instrumentos musicales en una banda o las secciones de una orquesta. De igual forma se manejan parámetros de volumen y ubicación para lograr darle una espacialidad al evento sonoro, simulando así lugares y atmósferas mediante la manipulación de efectos y otros parámetros, para poner al público en contacto pleno con el intérprete de la obra musical. También se utiliza para remover frecuencias innecesarias así como ruidos indeseados para dar un espacio a cada elemento dentro de la mezcla. Este método también es usado por disc jockeys productores.
La mezcla de audio es relativa, ya que el mismo conjunto de sonidos puede ser mezclado por distintos sonidistas, lo cual genera mezclas bastante distintas unas de otras. Sin embargo las herramientas utilizadas en las mezclas de audio son siempre las mismas, pero cada sonidista las utiliza de manera distinta.
Otra acepción de mezcla es la llevada a cabo por los Disc-jockeys de club en las cabinas de lugares como bares, clubs o discotecas, que seleccionan y mezclan música grabada propia o de otros compositores y artistas para ser escuchada y/o bailada por una audiencia, para lo que necesitan llevar a cabo mezclas suaves y sin que se noten entre discos. 

## Fundamentos necesarios para una mezcla de audio
La ganancia en las mezclas es utilizada para controlar el plano sonoro de un instrumento o un conjunto de ellos, así controlamos la intensidad de un sonido en la mezcla.
La ecualización sirve para ubicar arriba o abajo el sonido en el plano sonoro, es importante conocer el ancho de banda del instrumento para su correcta ecualización, existen tablas de ecualización de instrumentos que pueden ser muy útiles
Los efectos de sonido como la reverberación son utilizados para crear la sensación de que un instrumento ha sido grabado en un entorno acústico distinto. Existen más efectos que se pueden aplicar a un sonido, tales como chorus, vibrato, tremolo, phaser, delay, wah-wah y otros más.
Los subgrupos son otra parte importante para las mezclas ya que estos permiten que agrupemos los sonidos, esto facilita la realización de la mezcla porque podemos aplicar ecualización o efectos de sonido a un conjunto de instrumentos.
Para la correcta realización de las mezclas, es esencial tener monitores de estudio de campo cercano que representen el sonido lo mejor posible de una forma plana sin mucha coloración en frecuencia.
La compresión es utilizada en las mezclas de audio para reducir el rango dinámico de un sonido cuando este supera un umbral. Esto nos permite manejar las señales de audio sin que lleguen a distorsionar manteniendo un rango dinámico óptimo para la mezcla. También podemos aplicar puerta de ruido, expansores y otros procesadores de dinámica, todo ello para mejorar la mezcla de audio.

## Editores de audio utilizados en la mezcla
Los editores de audio son una herramienta imprescindible para realizar las mezclas de audio en estudio de grabación, estos editores pueden grabar el sonido, procesar su dinámica, implementar efectos, ecualizar y otras muchas cosas más. Entre los editores de audio más importantes están los siguientes: Pro Tools, Cubase, FL Studio, Logic Pro , Sonar y Audition, entre otros. Existe mucha variedad de editores de audio muy buenos, pero entre los más recomendados para mezclas de audio profesional se encuentran Pro Tools y Cubase, estos están estandarizados dentro de la industria del audio profesional y mezcla.

## Mezcla sincronizada de temas musicales
Entre las técnicas de los DJ de club, muchas de ellas originadas en la cultura del turntablism típica del hip hop, básicamente se precisan dos aparatos que permitan reproducir el sonido y alternar consecutivamente entre uno y otro, de modo que se cree una corriente continua de música sin saltos y unos conocimientos previos de teoría musical para conseguir que se pueda realizar de manera rítmica, armónica y sin cacofonía.
En primer lugar hay que tener en cuenta el tempo de ambos temas musicales, (el tempo o velocidad de un tema de música de baile se mide en BPM, pulsaciones por minuto) que son los golpes de bombo y de caja o palmada en un minuto.
Además, hay tener en cuenta el compás, que en la música Dance es normalmente de 4x4. Cada compás consta de 4 tiempos que a su vez están unidos por grupos de compases que pueden ser de 8-16-32... tiempos.
También es necesario disponer de, al menos, dos fuentes independientes de reproducción de música grabada y a ser posible, disponer de un ajuste fino de la velocidad para ajustar el ritmo de los temas a mezclar (pitch). Inicialmente se usaban plato giradiscos y magnetófono. Posteriormente se incorporó el DAT y con el desarrollo informático, el software adecuado para la realización de las mezclas, que , además de medir todos los parámetros necesarios automáticamente, suelen incluir la posibilidad de realizar auto-mezclas.

### Mezcla acompasada
Es la forma más limpia y menos arriesgada de realizar una mezcla. Se consigue sincronizando los BPM y los compases de los temas a mezclar.
Consiste en acompasar en preescucha el segundo tema respecto al que está sonando e ir subiendo lenta y progresivamente su volumen al llegar al punto de mezcla deseado sin bajar el volumen del que se está reproduciendo, manteniendo ambos durante varios compases a máximo volumen, bajando entonces el del primer disco rápidamente quedando el nuevo tema reproduciéndose ya en solitario.
Para conseguir una buena armonización es aconsejable ajustar bien los compases y realizar la mezcla en los puntos de ambos temas en que sólo aparecen parte de los elementos sonoros, evitando así posibles estridencias o cacofonías. Los temas discotequeros tienen preparado para tal efecto el inicio del tema, un break o dos centrales y uno final para elegir cuando se quiere realizar la mezcla y cambio de tema.

### Mezcla al vuelo
La preparación de este tipo de mezcla es muy parecida a la de la mezcla acompasada. Consiste en comenzar la mezcla directamente con el volumen del nuevo tema al máximo, arrancando desde estar parado, con lo cual es muy complicado de realizar. Para conseguir un buen resultado con esta mezcla debemos conocer muy bien nuestros aparatos de reproducción ya que el arranque y acompasamiento del tema a mezclar ha de ser instantáneo. A continuación, al igual que en cualquier otra mezcla acompasada, se mantenienen ambos temas durante varios compases.

### Mezcla falsa al vuelo
Este tipo de mezcla no supone tanto riesgo como la mezcla al vuelo. El efecto es igual a la mezcla al vuelo, pero el procedimiento es como la mezcla acompasada con la diferencia de que el volumen se sube al máximo al llegar al punto de mezcla y no poco a poco.

### Corte al vuelo
Es una variante de la mezcla a vuelo. En el momento en que se suelta el segundo disco se baja el volumen del primero muy rápidamente, por lo que no hay mezcla acompasada, hay un cambio drástico de tema que para conseguir una buena armonización es recomendable que el cambio se produzca manteniendo el tempo del tema anterior en el siguiente golpe.
Al tratarse de un corte desde posición parada, se puede aprovechar para cambiar de estilo musical o de velocidad.

### Corte falso al vuelo
Se realiza la preescucha igual que en la mezcla acompasada, con la diferencia de que al llegar 
el momento deseado de la mezcla los volúmenes de ambos temas se intercambian.
Al tratarse de un falso corte no se puede aprovechar para cambiar de velocidad, pero se consigue el efecto de un cambio estético que no pierde ni el ritmo ni el orden de compás.